# Saint-Jean-de-Couz
Saint-Jean-de-Couz ist eine französische Gemeinde mit 303 Einwohnern (Stand: 1. Januar 2022) im Département Savoie in der Region Auvergne-Rhône-Alpes (vor 2016 Rhône-Alpes). Sie gehört zum Kanton Le Pont-de-Beauvoisin (bis 2015 Les Échelles) im Arrondissement Chambéry und ist Mitglied im Gemeindeverband Cœur de Chartreuse. Die Einwohner werden Saint-Jeannais genannt.

## Geographie
Saint-Jean-de-Couz liegt etwa 15 Kilometer südwestlich von Chambéry am Hyère. Nachbargemeinden von Saint-Jean-de-Couz sind Saint-Thibaud-de-Couz im Norden, Entremont-le-Vieux im Osten, Corbel im Süden und Südosten, Saint-Christophe im Westen und Südwesten, Saint-Pierre-de-Genebroz im Westen und Nordwesten sowie La Bauche im Nordwesten.

## Bevölkerungsentwicklung
| Jahr                       | 1962 | 1968 | 1975 | 1982 | 1990 | 1999 | 2006 | 2013 |
| -------------------------- | ---- | ---- | ---- | ---- | ---- | ---- | ---- | ---- |
| Einwohner                  | 147  | 129  | 101  | 145  | 180  | 215  | 246  | 259  |
| Quellen: Cassini und INSEE |      |      |      |      |      |      |      |      |

## Sehenswürdigkeiten
- Kirche Saint-Jean-Baptiste aus dem 19. Jahrhundert

## Weblinks

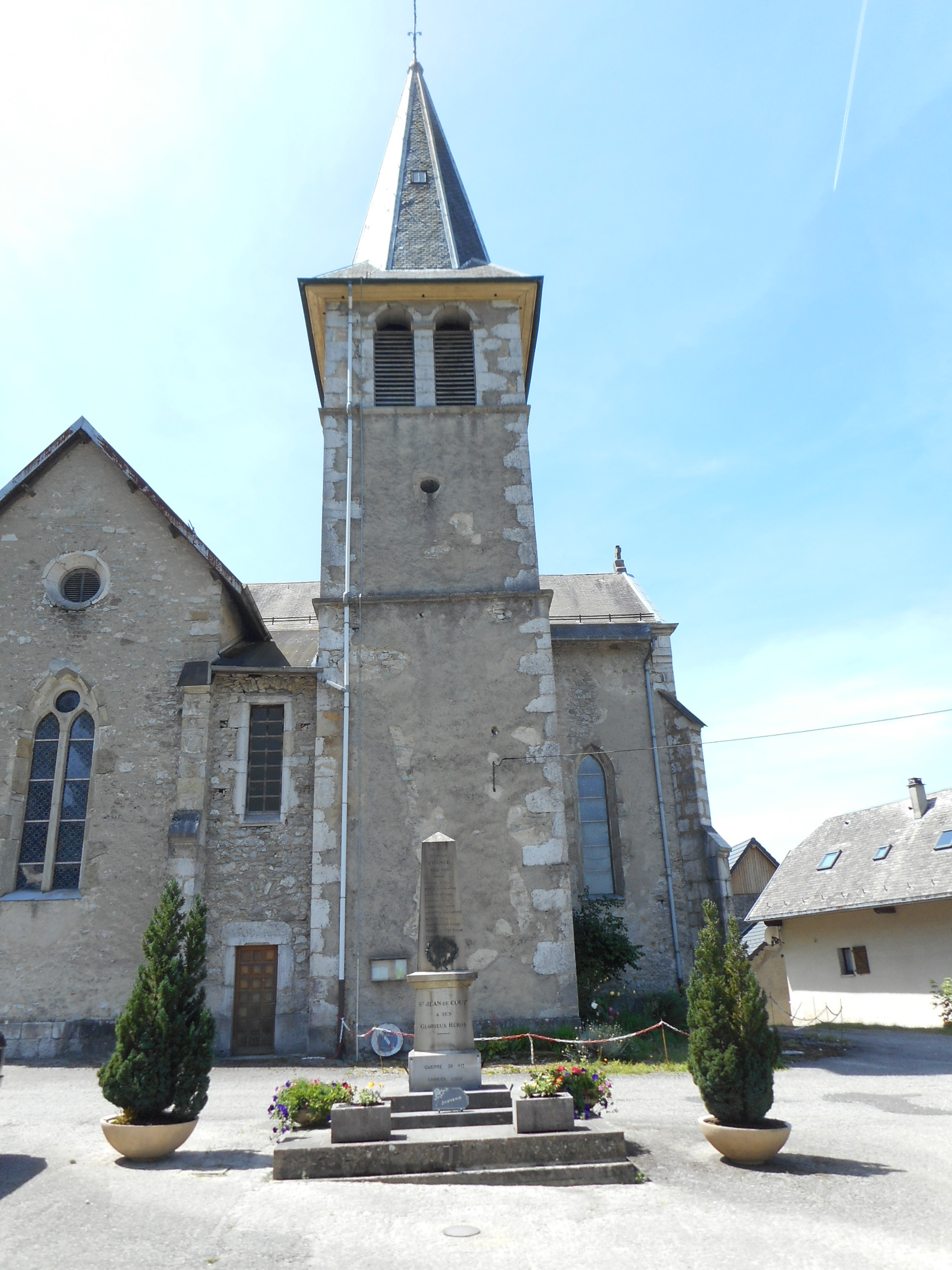
Kirche Saint-Jean-Baptiste